# Michael Wittmann
Michael Wittmann (Dietfurt an der Altmühl, 22 april 1914 - bij Cintheaux, 8 augustus 1944) was een Duitse tankcommandant in de Tweede Wereldoorlog. Hij vernietigde ongeveer 156 vijandige tanks, zo'n 200 stuks artillerie en circa 300 kleine legervoertuigen. Wittmann, een van de succesvolste tankcommandanten uit de krijgsgeschiedenis, kreeg voor zijn daden het Ridderkruis met eikenloof en zwaarden, een hoge militaire onderscheiding.
Wittman behaalde de meeste van zijn successen met een Tiger I-tank. Zijn belangrijkste wapenfeit vond plaats in de slag om Villers-Bocage, hierbij viel Wittmann in z'n eentje een heel geallieerd legerkonvooi aan. In slechts vijftien minuten vernietigde hij 27 geallieerde pantservoertuigen, waaronder tientallen tanks.

## Eerste schreden
Michael Wittmann werd in 1914 geboren als boerenzoon in Zuid-Duitsland. Na een tijdje bij de Reichsarbeitsdienst te hebben gewerkt trad hij in 1936 toe tot het Duitse leger. Datzelfde jaar werd hij lid van de SS in Ingolstadt. Op 1 april 1937 stapte hij over naar de SS-Verfügungstruppe, de voorloper van de latere Waffen-SS, wat het keurkorps van de Duitse strijdkrachten moest worden. Tijdens de aanval op Polen maakte Wittmann deel uit van de gepantserde verkenningseenheid van de Leibstandarte-SS Adolf Hitler. Bij die eenheid vocht hij als commandant van een pantserwagen ook in Nederland, België en Frankrijk. Vervolgens kreeg hij een opleiding tot commandant van gemechaniseerd geschut.

## Oostfront
Wittmann kwam als zodanig voor het eerst in actie in de zomer van 1941 als commandant van een Sturmgeschütz III tijdens de invasie van Griekenland. Later, in augustus 1941, nam hij deel aan Operatie Barbarossa, de Duitse invasie van de Sovjet-Unie. Het lukte hem tientallen Russische tanks uit te schakelen. Hiervoor werd hij onderscheiden met het IJzeren Kruis. Hierna maakte hij de overstap van de Artillerie naar het Tankwapen.
Vanaf begin 1943 was Wittmann eerst commandant van een Panzerkampfwagen III en daarna van een Tigertank, een zwaar gepantserde tank, die op dat moment de modernste tank ter wereld was. Door een combinatie van goede voertuigbeheersing, tactisch inzicht en lef was hij moeilijk te verslaan op het slagveld.
Een van zijn belangrijkste tactische inzichten was het in zijn geheel keren van zijn tank in de richting van de vijand in plaats van het draaien van de geschuttoren. Hiermee won hij veel tijd en zorgde hij er ook voor dat hij het frontpantser van zijn tank kon benutten. Deze was hier het sterkst.
In 1943 nam Wittmann deel aan de slag om Koersk, de grootste tankslag aller tijden. Wittmann vernietigde dertig tanks, 28 pantserafweerkanonnen en twee batterijen artillerie. Op 18 juli wordt de Leibstandarte verplaatst naar Italië. Na een inzet van enkele maanden in Italië keerde Wittmann met de Leibstandarte weer terug naar het oostfront. Tijdens de gevechten van november 1943 tot januari 1944 onderscheidde Wittmann zich zodanig dat hij op 14 januari het ridderkruis kreeg en op 30 januari het eikenloof. Tot 7 januari had hij 56 tanks afgeschoten, in de volgende 22 dagen bracht hij zijn totaal op 117.

## Normandië

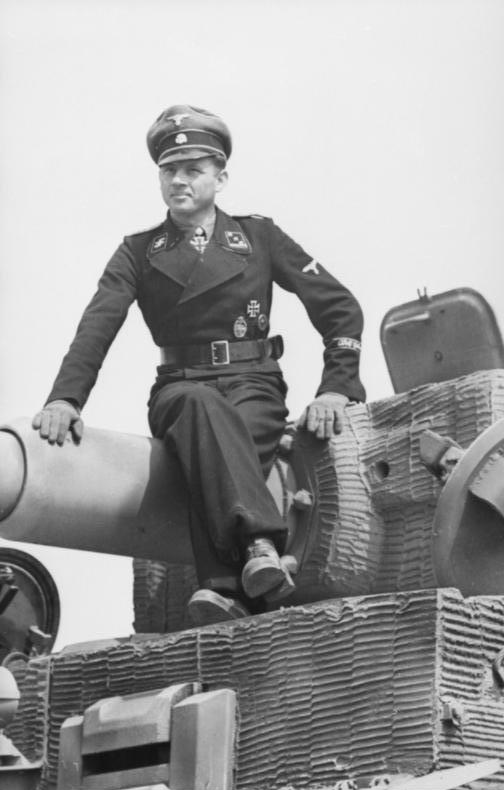
Michael Wittmann

Na ontvangst van het Eikenloof op 2 februari uit handen van Adolf Hitler keerde Wittmann niet meer terug naar de LAH maar werd overgeplaatst naar SS Panzerabteilung 101. Tijdens een verlof in Duitsland werd hij ontvangen als een superheld. Net als bij veel andere succesvolle Duitse militairen had de Duitse propagandamachine Wittmanns overwinningen breed in de media uitgemeten. Er waren boeken, films en zelfs ansichtkaarten van Wittmann gemaakt. Ironisch genoeg had Wittmann niets weg van een held: hij was stil, verlegen en bescheiden van karakter. Een echte denker die niet graag vertelde over z'n overwinningen. Hij was middelgroot en tenger gebouwd, en voldeed daarmee niet aan het stereotype van de SS'er.
Na zijn vakantie, waarin hij op 1 maart in het huwelijk trad, meldde Wittmann zich bij de SS Panzerabteilung 101, die toen in België gelegerd was, als bevelhebber van de tweede compagnie. Eind april vertrekt SS Panzerabteilung 101 naar Frankrijk. Na de geallieerde invasie trekt de afdeling naar Normandië en komt, gedecimeerd vanwege geallieerde luchtaanvallen, in het frontgebied aan op 12 juni. Op 13 juni 1944 moest Wittmann als commandant van een compagnie van het 101e Schwere Panzerbataillon met slechts zes Tigertanks het zeer strategisch gelegen Franse dorpje Villers-Bocage bewaken tegen oprukkende geallieerde troepen. Plotseling dook een grote Britse tankcolonne op die, zich van geen Tigers bewust, het plaatsje binnentrok. Wittmann organiseerde een tegenstoot waarbij de Britten zowel van achter als van voren werden aangevallen en ingesloten zaten tussen de huizen. Zelf nam hij een Tiger over en reed daarmee recht het dorp in, om in snel tempo de verraste Britse tanks te vernietigen. Wittmann voerde dit huzarenstukje helemaal in zijn eentje uit, omdat de andere tanks door blokkades niet op tijd het dorpje in konden rijden. De meeste vijandelijke tanks waren Cromwells met een te zwakke bewapening om het pantser van een Tiger te doorboren. Binnen enkele minuten schakelde Wittmann het grootste deel van de colonne uit, net zo lang oprukkend totdat de Tiger bewegingsloos geschoten werd door een treffer van een Cromwelltank op het aandrijfrad. In totaal verloren de Britten dertig tanks; de Duitsers, die nog versterkt werden, elf, waarvan de meeste weer hersteld konden worden. Voor deze daad werd Wittmann op 25 juni door Hitler persoonlijk beloond met de toevoeging van de zwaarden bij het Eikenloof en het Ridderkruis die hij reeds bezat. Daarbij deed de Duitse propaganda het voorkomen alsof Wittmann in zijn eentje bijna alle vijandelijke tanks had uitgeschakeld. Over de vraag hoeveel het er nu echt waren, zijn de meningen verdeeld. Vermoedelijk betrof het een twaalftal echte gevechtstanks en zo'n vijftien andere pantservoertuigen en vrachtwagens. De eer om de meeste tanks in één korte actie vernietigd te hebben, komt daarom wellicht toch toe aan de Char B1 bis Eure onder commando van luitenant Bilotte die op 16 mei 1940 bij Stonne achter elkaar dertien Duitse tanks uitschakelde, dan wel aan SS-Unterscharführer Franz Staudegger; deze laatste vernietigde 22 T-34-tanks op 8 juli 1943 tijdens de Slag bij Koersk.

## Dood van Wittmann

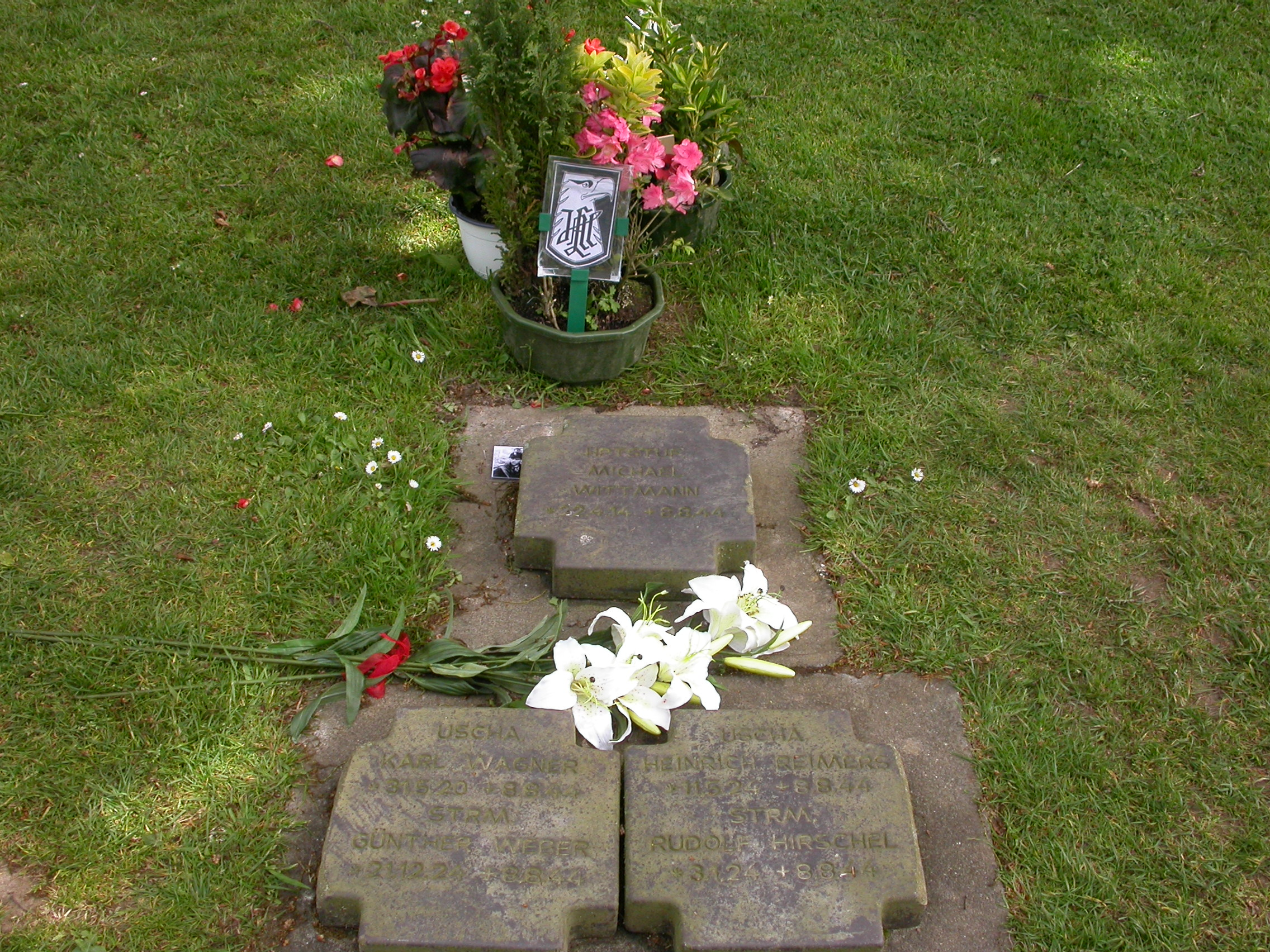
SS Hauptsturmfuhrer Michael Wittmanns graf, La Cambe, Normandië, Frankrijk

Op 10 juli 1944 werd Wittmann bevelhebber van SS Panzerabteilung 101 omdat Stubaf von Westernhagen op ziekteverlof moest.
Wittmann vond de dood toen zijn Tiger op 8 augustus 1944 werd vernietigd bij het dorpje Cintheaux. Over hoe het precies gebeurde bestaan verschillende theorieën, maar zeer waarschijnlijk tijdens een gevecht met Britse troepen van het 1st Northamptonshire Yeomanry Regiment waarbij zijn Tiger geraakt werd door een M4 Sherman Firefly en explodeerde. Een tweede theorie is dat Wittmans tank beschoten werd door raketten afgevuurd door Britse Hawker Typhoon gevechtsvliegtuigen. De eerste theorie komt echter het meest overeen met zowel ooggetuigenverslagen als officiële geallieerde en Duitse archieven. Omdat het wrak van Wittmans tank meteen na het gevecht werd opgeruimd kon er geen onderzoek naar worden gedaan. De Britse militairen vonden Wittmans verkoolde lichaam en konden alleen aan zijn zwart geblakerde medailles zien dat het ging om een succesvolle officier. De Britten begroeven zijn lichaam in een anoniem massagraf en pas in de jaren 80 werd Wittmann officieel herbegraven op het Duitse oorlogskerkhof in La Cambe.
Het Britse tankbemanningslid Joe Ekin, die bij het gevecht bij Chinteaux betrokken was, verklaarde nadien:

He accepted the doctrines of Hitler enough to get in his tank and invade other peoples' countries. Country after country. To kill men, women and children. He might have been a hero to the Germans, but not to me.

(Hij had Hitler's ideologie wel dusdanig geaccepteerd, dat hij in zijn tank stapte en andere landen veroverde. Mannen, vrouwen en kinderen vermoordend. De Duitsers vonden hem misschien toen een held, maar ik niet.)
— Joe Ekin

| Naam                                | Functie            | Leeftijd |
| ----------------------------------- | ------------------ | -------- |
| SS-Sturmmann Rudolf "Rudi" Hirschel | Boegschutter/radio | 20 jaar  |
| SS-Unterscharführer Henrich Reimers | Bestuurder         | 20 jaar  |
| SS-Unterscharführer Karl Wagner     | Schutter           | 24 jaar  |
| SS-Sturmmann Günther Weber          | Lader              | 20 jaar  |
| SS-Haupsturmfuhrer Michael Wittmann | Commandant         | 30 jaar  |

## Militaire loopbaan
- SS-Hauptsturmführer:[7] 21 juni 1944[8]
- SS-Obersturmführer:[7] 30 januari 1944[8]
- SS-Untersturmführer: 21 december 1942[7][8]
- SS-Oberscharführer: 9 november 1941[7][8]
- SS-Unterscharführer:[7] 20 april 1939[8]
- SS-Sturmmann: 11 november 1937
- SS-Mann: 1 april 1937
- SS-Anwärter: 1 november 1936[7]

## Lidmaatschapsnummer
- SS-nr.: 311 623 (1 november 1936[7])

## Onderscheidingen

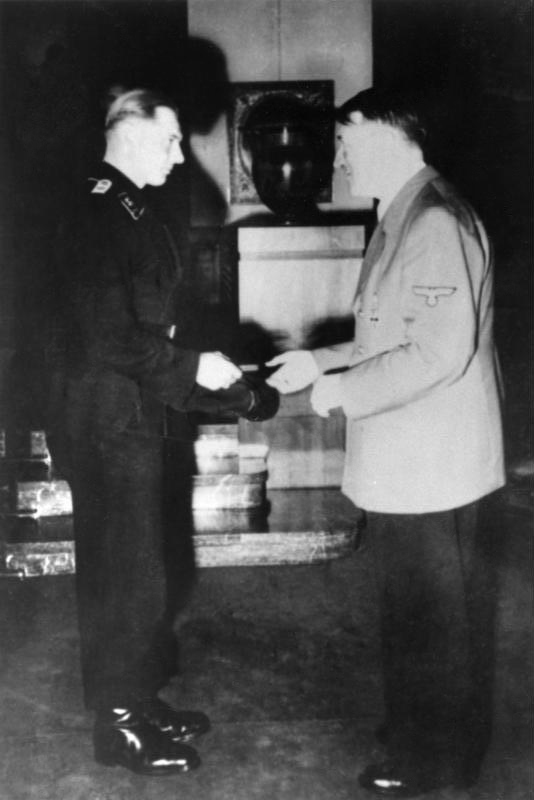
Wittmann ontvangt zijn Zwaarden bij zijn Ridderkruis van het IJzeren Kruis van Adolf Hitler.

- Ridderkruis (nr.2571) op 14 januari 1944 als SS-Untersturmführer en Zugführer 13.(schwere) / SS-Panzer-Regiment 1 "Leibstandarte SS Adolf Hitler"[3][7][8][9]
- Ridderkruis met Eikenloof (nr.380) op 30 januari 1944 als SS-Untersturmführer en Zugführer 13.(schwere) / SS-Panzer-Regiment 1 "Leibstandarte SS Adolf Hitler"[3][7][8][9]
- Ridderkruis met Eikenloof en Zwaarden (nr.71) op 22 juni 1944 als SS-Oberscharführer en Chef 2. / schwere SS-Panzer-Abteilung 501 / SS-Panzer-Regiment 1 "Leibstandarte SS Adolf Hitler"[3][7][8][9]
- IJzeren Kruis 1939, 1e Klasse (8 september 1941[7]) en 2e Klasse (12 juli 1941[3][7][8])
- Anschlussmedaille op 1938[3]
- Medaille Winterschlacht im Osten 1941/42 in augustus 1942[3][7][8]
- Sudetenlandmedaille op 1 oktober 1938[3]
- Gewondeninsigne 1939 in zwart op 20 augustus 1941[3][7]
- SS-Ehrenring[3]
- Ehrendegen des Reichsführers-SS[3]
- Dienstonderscheiding van de SS, 4e graad[8] (8 dienstjaren)[7]
- Militaire Orde voor Dapperheid in de Oorlog, 2e klasse met Zwaarden in augustus 1942 als SS-Oberscharführer in de Sturmgeschützabteilung / SS-Division "Leibstandarte SS Adolf Hitler"[3][7]
- Panzerkampfabzeichen in zilver (zonder getal) op 21 november 1941 als SS-Oberscharführer in de Sturmgeschützabteilung / SS-Division "Leibstandarte SS Adolf Hitler"[3]
- Hij werd eenmaal genoemd in het Wehrmachtsbericht. Dat gebeurde op:
- 13 januari 1944[10] ("SS-Untersturmführer Wittmann in een SS-Panzerdivisie heeft op 9 januari zijn 66e vijandelijke tank met zijn "Tiger"tank aan het oostfront uitgeschakeld.")[3][8]